# Коке
Хорхе Ресурексион Меродио (на испански: Jorge Resurrección Merodio; роден 8 януари 1992 г.), по-известен като Коке, е испански полузащитник, който играе за Атлетико Мадрид и националния отбор по футбол на Испания.
Коке израства в юношеската школа на Атлетико Мадрид, след което записва първото си участие за дублиращия тим през 2008 г. и дебютира за основния състав през 2009 г.
Заедно с Атлетико триумфира два пъти в турнира Лига Европа, като освен това печели една титла, една купа и една суперкупа на Испания.
Дебютира за националния отбор на Испания през 2013 г.

## Успехи
Атлетико Мадрид
- Примера Дивисион: 2013–14
- Купа на краля: 2012–13
- Суперкопа де Еспаня: 2014, финалист 2013
- Лига Европа: 2011–12, 2017–18
- Суперкупа на УЕФА: 2012, 2018
- Шампионска лига на УЕФА финалист: 2013–14, 2015–16